# Martin Stanislas Gillet
Pour les articles homonymes, voir Gillet.

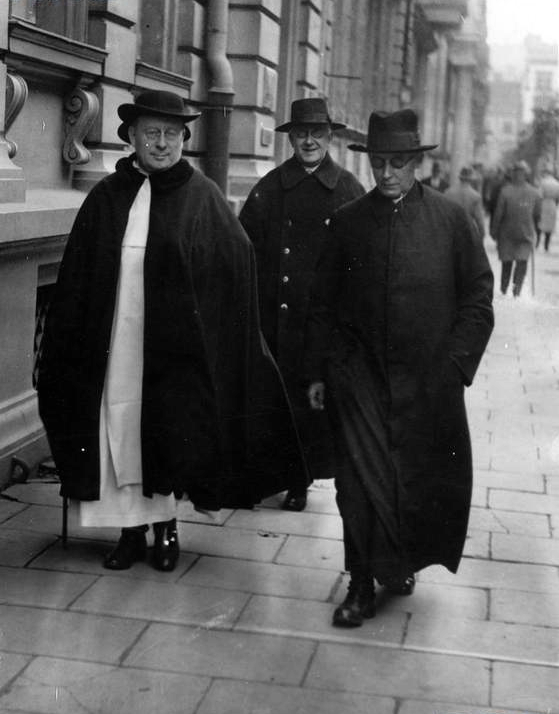
Martin Gillet, Jacek Woroniecki et Henryk Jakubiec en 1933.

Martin Stanislas Gillet, né le 14 décembre 1875 à Louppy-sur-Loison (France) et décédé le 3 septembre 1951 à Aix-les-Bains (France), est un religieux catholique français, qui fut maître de l'Ordre dominicain de 1929 à 1946.

## Éléments biographiques
Né le 14 décembre 1875 à Louppy-sur-Loison (Meuse), Marie-Stanislas Gillet (devenu en religion frère Martin) entre dans l'ordre des frères prêcheurs (dominicains). Docteur en philosophie de l'université de Fribourg en 1905, docteur en théologie, il enseigne à  l'université de Louvain et est l'auteur de plusieurs ouvrages d'apologétique et de piété.
Élu supérieur de la province de France en 1927, il devient maître des dominicains en 1929 et le demeure jusqu'en 1946. Durant ce mandat, il fonde à Rome le Collegium Historicum de son ordre en 1930.
Martin Gillet est ensuite élevé au rang d'archevêque avec siège titulaire à Nicée, en Asie mineure (en Turquie contemporaine).
Il meurt le 3 septembre 1951 à Aix-les-Bains (Savoie).

## Fondements de la morale
Martin Gillet estime, s'appuyant sur l'autorité d'Aristote, que la moralité trouve son origine dans la nature humaine, et donc qu'il y a, en ce sens, une moralité naturelle, dont la morale philosophique n'est qu'une élaboration réfléchie. Il s'oppose ainsi aux mystiques pour lesquels la morale n'est accessible à l'Homme que par une grâce divine, ou à l'historicité de la morale imaginée par Wundt.